# 里亞斯內 (文尼察州)
48°49′15″N 27°37′38″E / 48.82083°N 27.62722°E
里亞斯涅（烏克蘭語：Рясне），是烏克蘭的村落，位於該國西南部文尼察州，由莫希利夫-波季利斯基區負責管轄，面積0.31平方公里，海拔高度272米，2001年人口56，人口密度每平方公里182.41人。